# Conjunt de la Punta del Miracle
El Conjunt de la Punta del Miracle és una obra de Tarragona inclosa a l'Inventari del Patrimoni Arquitectònic de Catalunya.

## Descripció
Ampli espai obert al mar, amb gran vista sobre la ciutat i el Mediterrani. Hi ha el rocam de la Punta del Miracle -Cova de Sant Magí- els fortins de la Reina i de Sant Roc, la Glorieta de l'Alguer i un parc infantil.